# Takashi Sekizuka
 (décembre 2011).
Si vous disposez d'ouvrages ou d'articles de référence ou si vous connaissez des sites web de qualité traitant du thème abordé ici, merci de compléter l'article en donnant les références utiles à sa vérifiabilité et en les liant à la section « Notes et références ».
Takashi Sekizuka (関塚 隆, Sekizuka Takashi), né le 26 octobre 1960 à Funabashi, dans la préfecture de Chiba, est un footballeur japonais reconverti entraîneur. 

## Biographie
Takashi Sekizuka étudie à l'Université Waseda au sein du département d'éducation d'où il sort diplômé en 1984.
Avec l'équipe du Japon des moins de 23 ans, Sekizuka remporte les Jeux Asiatiques de 2010. Cela lui permet d'être aussi dans le staff d'Alberto Zaccheroni qui remporte la Coupe d'Asie des nations 2011, tout en étant le sélectionneur des moins de 23 ans.

## Carrière
En tant que joueur
- 1984-1991 :  Honda FC

En tant qu'entraîneur
- 1991-1992 :  Waseda University
- 1998 :  Kashima Antlers (intérim)
- 1999 :  Kashima Antlers (intérim)
- 2004-2008 :  Kawasaki Frontale
- 2009 :  Kawasaki Frontale
- 2010-2012 :  Japon -23 ans
- 2013 :  Júbilo Iwata
- 2014-2016 :  JEF United Chiba